# Чилас
Чилас (англ. Chilas, урду چلاس‎) — город на севере Пакистана, в составе территории Гилгит-Балтистан. Является административным центром округа Диамер.

## География
Город находится в южной части Гилгит-Балтистана, в правобережной части долины верхнего течения реки Инд, на расстоянии приблизительно 56 километров к юго-юго-западу (SSW) от Гилгита, административного центра территории.
Абсолютная высота — 1276 метров над уровнем моря.

## Население
По данным переписи 1998 года численность населения Чиласа составляла 16 575 человек.

## Транспорт
Через Чилас проходит транснациональное Каракорумское шоссе. На северо-западной окраине города расположен небольшой одноимённый аэропорт.

## Достопримечательности
В окрестностях Чиласа расположены скалы, с высеченными на них петроглифами, являющимися образчиками раннего буддистского изобразительного искусства.